# Роберт Вілкі
Роберт Леон Вілкі-молодший (англ. Robert Leon Wilkie Jr.; нар. 2 серпня 1962, Франкфурт, Західна Німеччина) — американський юрист і державний службовець, виконувач обов'язків міністра у справах ветеранів США з 28 березня 2018 до 20 січня 2021.

## Біографія
Проходив навчання в Університеті Вейк-Форест в Північній Кароліні. У 1988 році він закінчив Школу права Університету Лойоли в Новому Орлеані, отримав ступінь магістра в Центрі права Джорджтаунського університету у Вашингтоні.
Радник сенатора Джессі Гелмса і конгресмена Девіда Фандерберка (штат Північна Кароліна). З 1997 р. працював радником лідера сенатської більшості Трента Лотта.
Вілкі був спеціальним помічником президента у справах національної безпеки і старшим директором Ради національної безпеки, де він обіймав посаду старшого радника з питань політики тодішнього радника з національної безпеки Кондолізи Райс, а також її наступника, Стівена Гедлі.
Помічник міністра оборони із законодавчих питань з 2006 до 2009 р.
Заступник міністра оборони з питань кадрів і бойової готовності з 2017 р. до 2018 року, до призначення на цю посаду — старший радник сенатора Тома Тілліса.
Живе в Арлінгтоні, штат Вірджинія, з дружиною і двома дітьми.